# Гаврилин, Андрей Юрьевич
Андрей Юрьевич Гаврилин (род. 24 июля 1978, Караганда) — казахстанский хоккеист, нападающий.
Воспитанник карагандинского хоккея.
Лучший хоккеист Казахстана 2008 года. Чемпион зимних Азиатских игр 2011 г. Закончил карьеру в 2015 г.